# Tukotuko patagoński
Tukotuko patagoński (Ctenomys haigi) – gatunek gryzonia z rodziny tukotukowatych (Ctenomyidae). Występuje w Ameryce Południowej, gdzie odgrywa ważną rolę ekologiczną. Siedliska tukotuko rozciągają się na stepach argentyńskiej Patagonii. Spotykany jest także na terenie ekosystemów (matorral) Bajo Monte i Bosque valdiviano.

## Tryb życia
Ciało tukotuko patagońskiego jest osadzone na krótkich nogach. Ich skóra jest luźna, tak by swobodnie mogła się obsuwać podczas przemieszczania się zwierzęcia w tunelach ziemnych. Długie przednie łapy przystosowane są do rycia pod ziemią. Głowa jest stosunkowo duża, uszy małe, a ogony owłosione. Ciało osiąga długość 15–25 cm, a waga wynosi 700 g.
Tukotuko patagoński – podobnie jak pozostałe tukotuki – prowadzi podziemny tryb życia. Przedstawiciele tego gatunku są samotnikami – każdy dorosły osobnik ma swoją osobną norę. Nawoływania samców (tuk–tuk) można usłyszeć zwykle o świcie w pobliżu wyjść z nor.